# Brian Myers
Brian Myers, aussi connu sous le nom de Curt Hawkins, (né le 20 avril 1985 à Glen Cove, New York, États-Unis), est un catcheur américain. Il travaille actuellement à Total Nonstop Action Wrestling.
Avant de faire ses débuts à la WWE, Myers commence sa carrière à la New York Wrestling Connection, où il commence à faire équipe avec Brett Matthews (nommé plus tard Zack Ryder). Il signe un contrat avec la World Wrestling Entertainment en 2006, et est envoyé à l'Ohio Valley Wrestling. Il fait ses débuts télévisés en 2007, faisant équipe avec Zack Ryder, avant qu'ils s'allient avec Edge, formant La Familia. Hawkins et Ryder remporteront ensemble les WWE Tag Team Championship.
Myers remporta également les championnats par équipe de la TNA avec Trevor Lee.

## Carrière

### New York Wrestling Connection(2004-2006)
Il débute à la New York Wrestling Connection le 14 août 2004, où il fait déjà équipe avec Brett Matthews et Baxter Cross pour battre Calero, Dan Barry et Javi-Air. En 2005, Myers et Matthews font très régulièrement équipe et ils deviennent le 4 juin champion par équipe de la NYWC. Leur règne prend fin le 27 août après leur défaite face à Boog Washington et Lo Lincoln. Ils obtiennent un match de championnat opposant trois équipes le 23 septembre où Dan Barry et Ken Scampi deviennent champion. Myers et Matthews battent ces derniers le 28 janvier 2006 pour devenir une deuxième fois champions par équipe de la NYWC, titre qu'ils conservent jusqu'au 26 mars au cours d'un spectacle de la National Wrestling Alliance Shockwave,.

### World Wrestling Entertainment(2006-2014)

#### Deep South WrestlingetOhio Valley Wrestling(2006-2007)
Fin février 2006, Myers et son équipier ont signé un contrat avec la World Wrestling Entertainment (WWE) après avoir passé des essais à New York. Les deux hommes sont tout d'abord confiés à la Deep South Wrestling (DSW), un des clubs-écoles de la WWE installé en Géorgie. Là bas ils deviennent les Majors Brothers et il adopte le nom de ring de Brian Majors tandis que Brett Matthews prend le nom de Brett Majors. Ils deviennent le 12 octobre champion par équipe de la DSW après avoir vaincu Deuce et Domino.

#### The Major Brothers (2007)
Brian Majors a commencé à la ECW avec Zack Ryder.

#### The EdgeHeads (2007-2009)
Ils serviront de garde du corps à Edge et Chavo Guerrero jusqu'à WrestleMania XXIV pour contrer les assauts de Rey Mysterio en premier, puis de The Undertaker.
À Great American Bash, Curt Hawkins et Zack Ryder remportent le Fatal-Four Way Tag Team match pour le WWE Tag Team Championship, contre John Morrison et The Miz, Finlay et Hornswoggle, ainsi que Jesse et Festus. Lors du Smackdown du 21 septembre 2008 qui sera diffusé le 26 septembre 2008, lui et Zack Ryder perdent les ceintures WWE Tag Team Championship au profit de Carlito et Primo Colon.
Leur équipe se dissout à la suite du draft 2009. Il est tenu à l'écart des caméras depuis sa séparation avec Zack Ryder.

#### Florida Championship Wrestling (2009-2010)
Hawkins est retourné à la FCW dans le but de poursuivre son apprentissage. Il perd le titre de Champion par équipe de la FCW après la défaite de Caylen Croft et Trent Barreta contre Joe Hennig et Brett DiBiase le 14 janvier 2010.
Lors de la FCW du 4 mars 2010 il fait un face-turn et s'allie avec Jackson Andrews où ils sont en rivalité avec les Dudebuster (Caylen Croft et Trent Barreta).

#### Diverses alliances, diverses rivalités et départ (2010-2014)

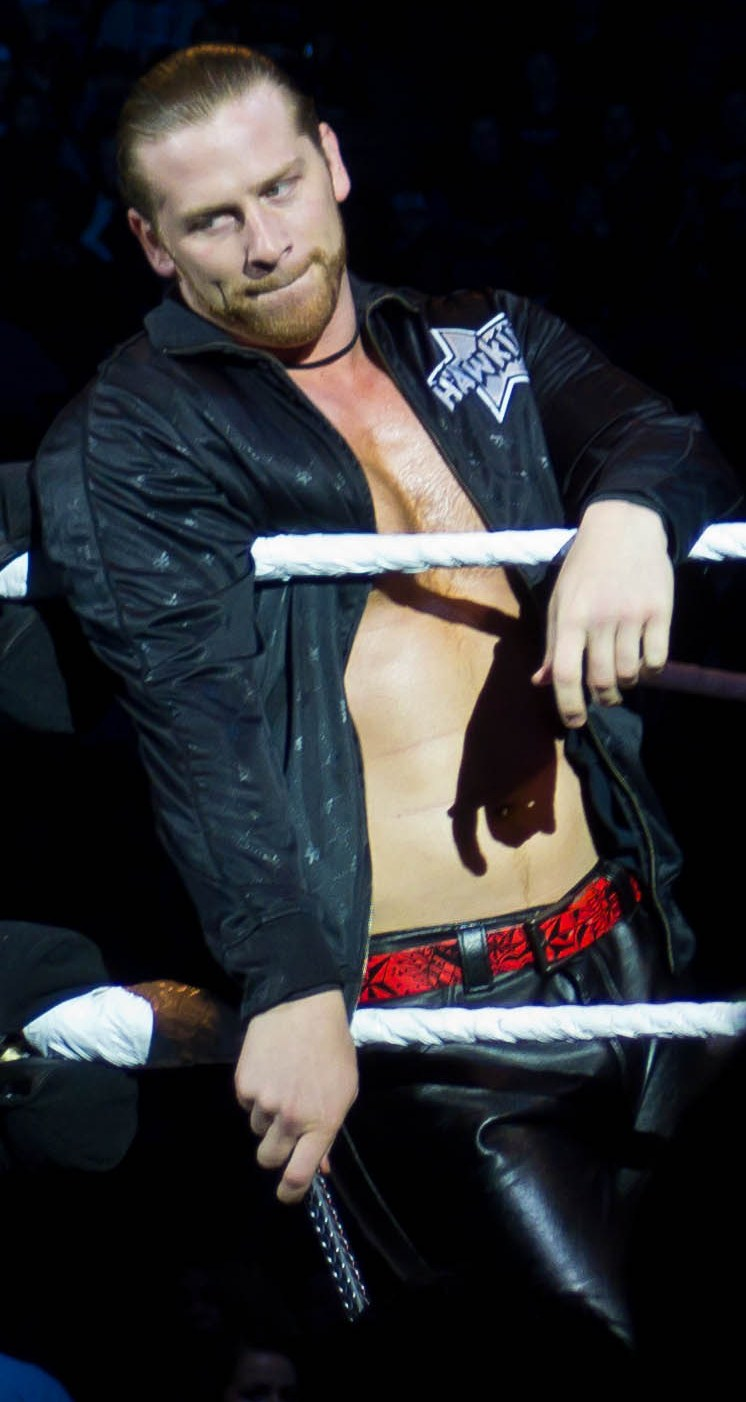
Curt Hawkins en novembre 2011.

Il fait son retour à la WWE lors de WWE Superstars du 13 mai 2010, où Vance Archer et lui battent James White et Matthew Busch. Ils combattent dans les différentes divisions face à divers adversaires, jusqu'au WWE Superstars du 7 octobre, où leur équipe se dissout.
Lors du draft supplémentaire, il est drafté à Raw.
Lors du pay-per-view Money In The Bank, il perd avec Tyler Reks contre Ryback dans un match handicap. Le 20 août, Tyler Reks quitte la WWE, ce qui marque la fin de leur équipe.
Après le départ de Tyler Reks, Hawkins est transféré à SmackDown.
Le 12 juin 2014, la WWE annonce son départ de la fédération.

### Pro Wrestling Syndicate (2014-2016)
On apprend le jour de sa libération de la WWE qu'il a signé à la Pro Wrestling Syndicate. Il commencera à travailler à la fédération le 20 septembre 2014.

### Global Force Wrestling (2015-2016)
Le 9 juillet, Myers rejoint la Global Force Wrestling. Il fait ses débuts le 24 juillet en perdant contre Chris Mordetzky et il ne se qualifie pas pour la suite du tournoi pour le Global Championship.

### Total Nonstop Action Wrestling (2015)

#### Débuts et TNA World Tag Team Champion (2015)
Le 12 août, il fait ses débuts à la Total Nonstop Action Wrestling ou il fait équipe avec Trevor Lee en tant que membre de la Team GFW et ils perdent contre The Wolves (Davey Richards et Eddie Edwards). Le 2 septembre, ils battent The Wolves et remportent les TNA World Tag Team Championship après une intervention de Sonjay Dutt. La semaine suivante, ils perdent les titres contre The Wolves. Lors de Bound for Glory (2015), ils perdent contre The Wolves et ne remportent pas les TNA World Tag Team Championship.

### Retour à la World Wrestling Entertainment (2016-2020)
Hawkins effectue son retour à la WWE lors du Preshow du pay-per-view No Mercy (2016). Il affirme qu'il fera son retour dans le ring lors du Smackdown du 11 octobre.

#### Draft àSmackDown Live(2016-2017)
Lors de TLC, il perd un 10-man tag team match avec The Ascension et The Vaudevillains contre Apollo Crews, The American Alpha et The Hype Bros.
Lors de Elimination Chamber 2017 il est battu par Mojo Rawley .
Le 10 avril, il est drafté à Raw.
Lors de Great Balls of fire, il perd contre Heath Slater.
Lors de WrestleMania 34, il perd la bataille royale en mémoire d'Andre The Giant au profit de Matt Hardy en se faisant éliminer par Fandango.
Lors du WWE Greatest Royal Rumble en Arabie Saoudite, il entre en 43e position dans le Royal Rumble match mais se fait éliminer par Braun Strowman alors qu'il tentait de fuir ce dernier.

#### Face Turn, retour en équipe avec Zack Ryder, champion par équipe deRaw(2019)
Le 21 janvier 2019 à Raw, il arbitre un match de championnat par équipe entre Roode & Gable et The Revival que ces derniers perdirent. Après le match, The Revival attaquent Hawkins mais il fut secouru par Zack Ryder et effectue un face turn.
Le 27 janvier lors du Royal Rumble, il entre dans le Royal Rumble Match en 9ème position mais se fait éliminer en 7ème position par Samoa Joe après avoir lui-même éliminé Titus O'Neil.
Lors de WrestleMania 35, ils battent The Revival et remportent les titres de champions par équipe de Raw mettant également fin à la série de défaites de Hawkins.
Lors de Super ShowDown, ils participent à la 50-Men Battle Royal mais perdent au profit de Mansoor. Trois jours plus tard à Raw, ils perdent les titres par équipe de Raw contre The Revival au cours d'un match impliquant aussi les Usos.
Le 15 avril 2020, la World Wrestling Entertainment annonce son licenciement en raison des restrictions d'effectif dues à la crise de COVID-19 dans le monde.

### Retour à Impact Wrestling (2020-...)
Le 21 juillet 2020 à IMPACT!, une promo annonce le retour de Brian Myers au sein de la fédération.
Le 11 août, il effectue son retour à Impact, répondant au World Championship Open Challenge d'Eddie Edwards mais il perd contre ce dernier et ne remporte pas le Championnat Mondial de Impact.
Le 3 octobre lors de Victory Road, il bat Tommy Dreamer et démarre une rivalité avec ce dernier. Le 24 octobre lors de Bound for Glory, il perd un Gauntlet match au profit de Rhino. Le 14 novembre lors de Turning Point 2020, Myers gagne son match contre Swoggle en utilisant une nouvelle prise de finition : la lariat.

#### Rivalité avec Matt Cardona et The Learning Tree (2021-2022)
Le 2 février à Impact, Myers et son nouvel associé Hernandez tabassent Eddie Edwards qui sera secouru par l'ancien partenaire de Myers à la WWE, Matt Cardona. Le 13 février lors de No Surrender (2021), Myers & Hernandez battent Edwards et Cardona.

## Palmarès
- Alpha-1 Wrestling
  - 1 fois A1 Alpha Male Champion

- Create A Pro Wrestling
  - 1 fois CAP Tag Team Champion avec Mark Sterling

- Deep South Wrestling
  - 2 fois DSW Tag Team Champion avec Zack Ryder[28]

- Five Borough Wrestling
  - 1 fois FBW Heavyweight Champion

- Florida Championship Wrestling
  - 2 fois FCW Florida Tag Team Champion avec Caylen Croft et Trent Baretta

- Figure Wrestling Federation
  - 1 fois FWF Tag Team Champion avec Captain Joe Shoes (actuel)

- Grim Toy Show Wrestling
  - 1 fois GTS YouTube Wrestling Figures Heavyweight Champion

- New York Wrestling Connection
  - 2 fois NYWC Tag Team Champion avec Zack Ryder[29]

- Ohio Valley Wrestling
  - 1 fois OVW Southern Tag Team Champion avec Zack Ryder[30]

- Premier Wrestling Federation - New Jersey
  - 1 fois PWF New Jersey Tag Team Champion avec Zack Ryder

- Pro Wrestling Syndicate
  - 2 fois PWS Television Champion
  - PWS Television Title Tournament (2015)

- Total Nonstop Action Wrestling / Impact Wrestling
  - 1 fois Impact Digital Media Champion
  - 1 fois TNA World Tag Team Champion avec Trevor Lee

- World Wrestling Entertainment
  - 2 fois WWE RAW Tag Team Champion avec Zack Ryder[9]

- WrestlePro
  - 1 fois WrestlePro Tag Team Championship avec Joey Janela (actuel)[31]

## Récompenses de magazines
- Pro Wrestling Illustrated

| Année | 2007 | 2008 | 2009 | 2010 | 2011 | 2012 | 2013 | 2014 | 2015 | 2016 | 2017 | 2018 | 2019 | 2020       | 2021 | 2022 | 2023 |
| ----- | ---- | ---- | ---- | ---- | ---- | ---- | ---- | ---- | ---- | ---- | ---- | ---- | ---- | ---------- | ---- | ---- | ---- |
| Rang  | 273  | 141  | 190  | 255  | 175  | 161  | 164  | 247  | 258  | 360  | 223  | 414  | 128  | Non classé | 288  | 314  | 221  |